# John Rolfe

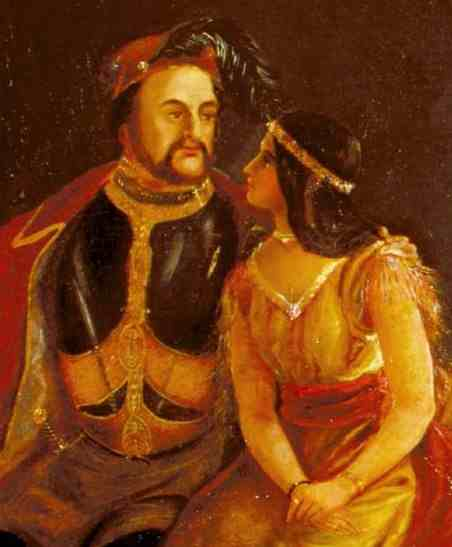
Raffigurazione di John Rolfe e Pocahontas

John Rolfe (Heacham, 1585 circa – 1622) è stato un agricoltore inglese a cui gli è stato attribuito il merito della prima coltivazione di successo di tabacco, che esportava dalla Virginia coloniale, ed è soprattutto conosciuto per aver sposato Pocahontas, figlia del capo della Confederazione Powhatan.

## Biografia
Nato a Heacham, Norfolk (Inghilterra) da John Rolfe e Dorothea Mason, fu battezzato il 6 maggio 1585. All'epoca, la Spagna deteneva un monopolio virtuale sul commercio lucrativo del tabacco. Molte colonie spagnole del Nuovo Mondo erano situate in territori del Sud per via del clima, più favorevole alla crescita del tabacco rispetto agli insediamenti inglesi come Jamestown. Con l'aumento del consumo del tabacco, l'equilibrio del commercio tra Inghilterra e Spagna iniziò ad essere gravemente compromesso. Rolfe fu uno dei tanti uomini d'affari che videro l'opportunità di diminuire le importazioni spagnole di tabacco, facendolo crescere nelle nuove colonie inglesi a Jamestown, in Virginia. Rolfe in qualche modo riuscì a procurarsi dei semi di una speciale varietà di tabacco che cominciava a crescere a Trinidad ed in Sud America, sebbene la Spagna prevedesse la pena di morte per chiunque vendesse semi del genere agli stranieri.
Durante la sua permanenza a Citie of Henricus John Rolfe incontrò Pocahontas, di cui si innamorò. Rolfe, già vedovo di una donna inglese, coltivava con successo una nuova varietà di tabacco e dedicava molto del suo tempo a prendersi cura del raccolto. Era un uomo religioso, di fede cattolica, angosciato dalle potenziali ripercussioni morali che potevano derivargli dallo sposare una pagana. In una lunga lettera al governatore, in cui chiedeva il permesso al matrimonio, espresse l'amore che nutriva per Pocahontas unito alla fiducia di poterle salvare l'anima. Dichiarò di non essere motivato "dallo sfrenato desiderio carnale, ma dal bene della sua piantagione, dall'onore del suo Paese, dalla Gloria di Dio, dalla mia personale salvezza... chiamata Pocahontas", a cui egli dedicava i suoi "migliori e cordiali pensieri, che sono stati così impigliati e affascinati in un labirinto così intricato che fui financo stanco di districarmene fuori."
Giunta l'autorizzazione, i due si sposarono il 5 aprile 1614 e Pocahontas fu battezzata col nome di Lady Rebecca. Per pochi anni dopo il matrimonio, la coppia visse insieme nella piantagione di Rolfe, posta, rispetto alla nuova comunità di Henricus, dalla parte opposta del fiume James. Ebbero un figlio, Thomas Rolfe, che nacque il 30 gennaio 1615.

## Al cinema
- Rolfe è il protagonista maschile di Pocahontas, un cortometraggio muto del 1910 prodotto dalla Thanhouser Film Corporation.
- John Rolfe è uno dei personaggi principali del film Disney Pocahontas II - Viaggio nel nuovo mondo.
- Nel film The New World - Il nuovo mondo di Terrence Malick è interpretato da Christian Bale.